# Huddersfield
Huddersfield  é uma grande cidade mercantil e o maior assentamento do borough metropolitano de Kirklees, West Yorkshire, Inglaterra, e centro administrativo deste borough. É a 11a maior cidade do Reino Unido, com uma população de 162.949 (Censo de 2011). A meio caminho entre Leeds e Manchester, localiza-se 190 milhas (310 km) ao norte de Londres e 10,3 milhas (16,6 km) ao sul de Bradford, a cidade mais próxima.
Huddersfield está próximo à confluência dos rios Colne e Holme e localiza-se dentro das fronteiras históricas do Condado de West Riding of Yorkshire. É conhecida por seu papel na Revolução Industrial, e por ser  o local de nascimento do rugby league, do ex-primeiro-ministro britânico Harold Wilson e da estrela do cinema James Mason. A cidade é a casa do Huddersfield Giants, importante equipe de rugby fundada em 1895, e do Huddersfield Town F.C., clube de futebol fundado em 1908 e que hoje disputa a Premier League. Ali também encontramos a Universidade de Huddersfield.
Trata-se de uma cidade de estilo vitoriano. A estação ferroviária é um edifício tombado pelo Patrimônio Histórico Inglês e descrito pelo poeta John Betjeman, um dos grandes defensores deste tipo de arquitetura, como "a mais esplêndida fachada de estação da Inglaterra". Localizada em St George's Square, foi reformada a um custo de £4 million e venceu o prêmio Europa Nostra para arquitetura europeia.

## História

### História antiga
Houve um assentamento na área há mais de 4.000 anos. Os restos de uma fortificação romana foram descobertos em meados do século XVIII, próximo a Outlane, à oeste da cidade. Castle Hill, um marco importante, foi o local de uma fortaleza da Idade do Ferro. Huddersfield foi registrada no Domesday Book de 1086 como Oderesfelt e Odresfeld.
Huddersfield tem sido uma cidade mercantil desde os tempos Anglo-saxões.
A mansão de Huddersfield era propriedade da família de Lacy até 1322, quando foi revertida em propriedade real. Em 1599, William Ramsden comprou o local, e a família Ramsden continuou a possuir a mansão, que veio a ser conhecida como Ramsden Estate, até 1920. Durante a sua posse apoiaram o desenvolvimento da cidade, construindo o Huddersfield Cloth Hall, um grande edifício daquele tempo, em 1766, e o Huddersfield Broad Canal, um canal navegável também conhecido como Sir John Ramsden's Canal, em 1780. Apoiaram ainda a chegada da ferrovia na década de 1840.

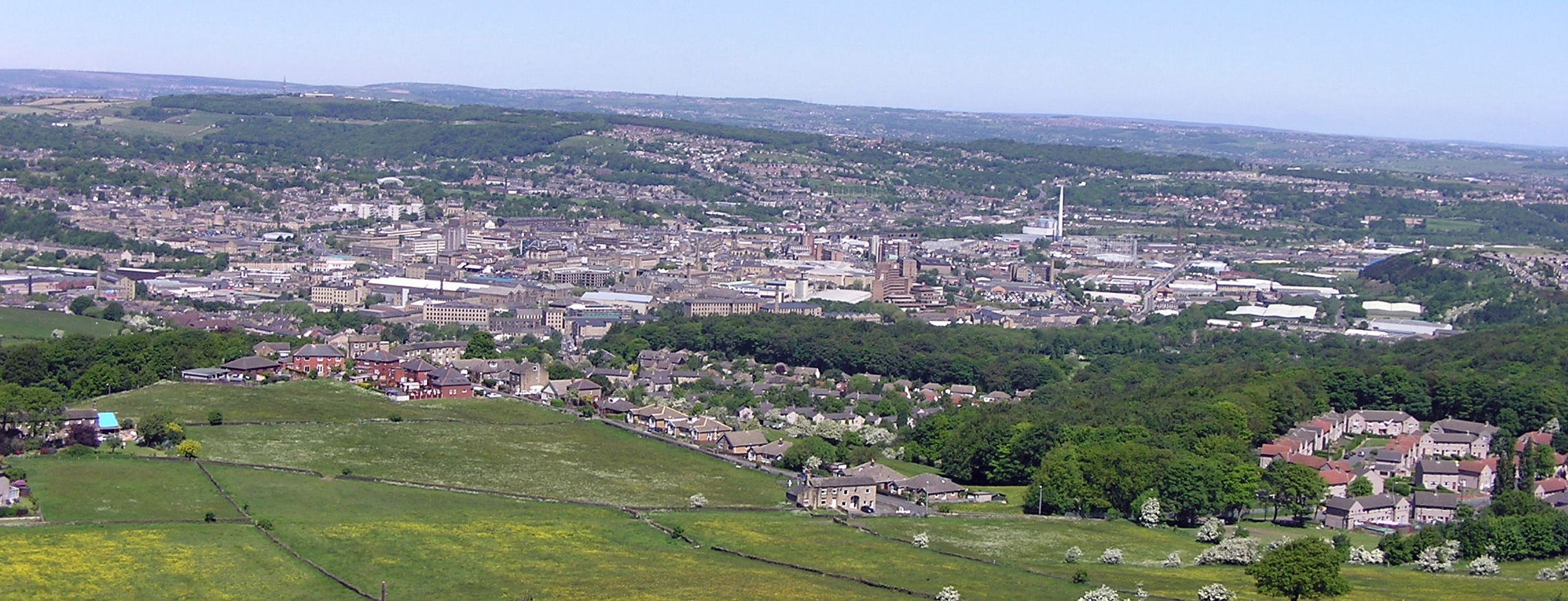
Huddersfield, vista de Castle Hill

### Revolução Industrial
Huddersfield era um centro da agitação civil durante a Revolução Industrial. Em um período em que a Europa estava passando por guerras frequentes, onde o comércio caiu e as lavouras falharam, muitos tecelões locais enfrentaram a perda de sua subsistência devido à introdução de máquinas em fábricas. Os luditas (movimento que ia contra a mecanização do trabalho) começaram a destruir moinhos e máquinas em resposta; Um dos ataques mais notórios foi em Cartwright – proprietária de um moinho em Huddersfield que tinha uma reputação de crueldade - e seu moinho Rawfolds Mill. Em seu livro Rebels Against the Future (em tradução livre para o português: Rebeldes Contra o Futuro), Kirkpatrick Sale descreve como um pelotão do exército estava estacionado em Huddersfield para lidar com os luditas; No auge, havia cerca de mil soldados e dez mil civis ali. Em resposta, os luditas começaram a concentrar ataques em cidades e aldeias próximas, que estavam menos bem protegidas; O maior ato de dano que eles cometeram foi a destruição do Foster's Mill, um moinho em Horbury - aldeia cerca de 10 milhas (16 km) a leste de Huddersfield. A campanha do governo britânico que esmagou o movimento foi provocada pelo assassinato de William Horsfall, dono de moinho e apoiador apaixonado do ludismo, morto em 1812 em Huddersfield. Embora o movimento tenha desaparecido, o Parlamento Britânico começou a aumentar a provisão de assistência social para os desempregados e a introduzir regulamentos para melhorar as condições nas usinas.

### História política
Dois Primeiros-ministros passaram parte de sua infância em Huddersfield: Harold Wilson e Herbert Asquith. Wilson é celebrado com uma estátua em frente à estação ferroviária. O Conselho de Kirklees foi o primeiro no Reino Unido a ter um conselheiro membro do Partido Verde, Nicholas Harvey, que foi fundamental nos protestos contra o fechamento da Settle and Carlisle Railway, a mais importante linha ferroviária no norte da Inglaterra.A cidade tem presença substancial do Partido Conservador, dos Liberais Democratas e da UKIP. A extrema-esquerda é representada pelo Partido Socialista dos Trabalhadores, o Partido Socialista da Inglaterra e País de Gales, Socialist Appeal e o Partido Comunista Britânico. Grupos de centro-direita e de direita também estão ativos.

## Indústria
Huddersfield é uma cidade manufatureira, apesar de a universidade ser o maior empregador. Historicamente, a cidade produzia têxteis de lã. Esta área de negócios, juntamente com as indústrias químicas e de engenharia que surgiram para apoiar a fabricação têxtil, foi a base da prosperidade da cidade no século XIX e início do século XX. O número de pessoas que trabalham na indústria de tecidos diminuiu muito, mas as empresas sobreviventes produzem grandes quantidades de produtos de lã com pouco trabalho. A cidade abriga também empresas químicas e de engenharia, incluindo a Brook Motors Ltd, fundada por Ernest Brook em 1904. Contra a sabedoria convencional, ele começou a construir motores elétricos de corrente alternada, e fez isso em uma sala com dois assistentes e capital inicial de apenas £ 300. Em seu 50º aniversário, em 1954, empregava mais de 2.000 pessoas e, com os filhos de Ernest, Frank e Jack, era o maior produtor exclusivo de motores de corrente alternada no mundo, alcançando um faturamento de £ 4.500.000. Nesse mesmo ano, a Brook Motors Ltd operou 10 fábricas em Huddersfield, sendo a maior delas a Empress Works na St Thomas's Road, e abriu uma na Barugh Green, em Barnsley.
Outros fabricantes locais são Cummins Turbo Technologies (turbocompressores), David Brown Gear Systems (engrenagens industriais), Huddersfield Fine Worsteds (têxteis), Taylor & Lodge (têxteis), C & J Antich (têxteis), Syngenta AG (Agroquímica), Pennine Radio Limited (transformadores eletrônicos e fundição de metais) e um grande número de fábricas menores.

## Geografia
Huddersfield está localizada no vale dos rios Colne e Holme a confluência do qual está localizada ao sul do centro da cidade que, por sua vez, fica situada nos contrafortes orientais dos Peninos que se estendem nas charnecas dos Peninos do Sul na parte oeste da cidade.

### Clima
Huddersfield experimenta um clima oceânico temperado que é relativamente suave para a sua latitude, e que não está sujeito a extremos de temperatura devido à influência moderadora da Corrente do Golfo. De acordo com a classificação climática de Köppen-Geiger, Huddersfield é certificada como Cfb.
| Dados climatológicos para Huddersfield                           | Dados climatológicos para Huddersfield | Dados climatológicos para Huddersfield | Dados climatológicos para Huddersfield | Dados climatológicos para Huddersfield | Dados climatológicos para Huddersfield | Dados climatológicos para Huddersfield | Dados climatológicos para Huddersfield | Dados climatológicos para Huddersfield | Dados climatológicos para Huddersfield | Dados climatológicos para Huddersfield | Dados climatológicos para Huddersfield | Dados climatológicos para Huddersfield | Dados climatológicos para Huddersfield |
| Mês                                                              | Jan                                    | Fev                                    | Mar                                    | Abr                                    | Mai                                    | Jun                                    | Jul                                    | Ago                                    | Set                                    | Out                                    | Nov                                    | Dez                                    | Ano                                    |
| ---------------------------------------------------------------- | -------------------------------------- | -------------------------------------- | -------------------------------------- | -------------------------------------- | -------------------------------------- | -------------------------------------- | -------------------------------------- | -------------------------------------- | -------------------------------------- | -------------------------------------- | -------------------------------------- | -------------------------------------- | -------------------------------------- |
| Temperatura máxima média (°C)                                    | 5,1                                    | 5,4                                    | 7,4                                    | 10,0                                   | 13,5                                   | 16,1                                   | 18,3                                   | 18,0                                   | 15,3                                   | 11,7                                   | 7,8                                    | 5,6                                    | 11,2                                   |
| Temperatura mínima média (°C)                                    | 1,7                                    | 1,6                                    | 2,9                                    | 4,5                                    | 7,2                                    | 10,0                                   | 12,2                                   | 12,1                                   | 10,0                                   | 7,4                                    | 4,3                                    | 2,4                                    | 6,4                                    |
| Fonte: «Weather for destinations around the world – MSN Weather» |                                        |                                        |                                        |                                        |                                        |                                        |                                        |                                        |                                        |                                        |                                        |                                        |                                        |

### Divisões e subúrbios
Após as mudanças de limites em 2004, Huddersfield agora abrange oito dos vinte e três wards do Conselho de Kirklees. Os wards vizinhos de Colne Valley, Holme Valley e Kirkburton muitas vezes são consideradas parte de Huddersfield, embora sejam predominantemente semi-rurais. O centro da cidade de Huddersfield está localizado dentro do ward de Newsome. Os oito wards que compõem Huddersfield propriamente dita, com suas populações, áreas e subúrbios constituintes (estimativas de meados de 2005) são:
| Ward                      | População | Área (milhas²) | Densidade populacional (/milha²) | Locais abrangidos                                                                                     |
| ------------------------- | --------- | -------------- | -------------------------------- | --- |
| Almondbury                | 16,610    | 3.863          | 4,299                            | Almondbury, Fenay Bridge, Lascelles Hall, Lepton                                                      |
| Ashbrow                   | 17,470    | 4.366          | 4.001                            | Ashbrow, Brackenhall, Bradley, Deighton, Fixby, Netheroyd Hill, Sheepridge                            |
| Crosland Moor & Netherton | 17,400    | 2.856          | 6,092                            | Beaumont Park, Crosland Moor, Lockwood, Longroyd Bridge, Netherton, South Crosland, Thornton Lodge    |
| Dalton                    | 17,520    | 4.975          | 3.521                            | Colne Bridge, Dalton, Kirkheaton, Moldgreen, Rawthorpe, Upper Heaton, Waterloo                        |
| Golcar                    | 17,370    | 2.375          | 7,313                            | Cowlersley, Golcar, Longwood, Linthwaite (em parte), Milnsbridge, Salendine Nook                      |
| Greenhead                 | 17,620    | 1.706          | 10,328                           | Birkby, Edgerton, Fartown, Hillhouse, Marsh, Paddock                                                  |
| Lindley                   | 17,020    | 2.737          | 6,218                            | Ainley Top, Birchencliffe, Lindley, Mount, Oakes                                                      |
| Newsome                   | 17,110    | 3.233          | 5,292                            | Armitage Bridge, Berry Brow, Hall Bower, Lowerhouses, Newsome, Primrose Hill, Springwood, Taylor Hill |

## Demografia

### Composição Étnica
Como muitas antigas cidades de moinhos, Huddersfield tem um número de residentes pertencentes a minorias étnicas acima da média. De acordo com o Censo de 2001, a população branca compunha 81%, contra 91.3% para a Inglaterra como um todo. O maior grupo eram aqueles que se descreviam como asiáticos ou asiáticos britânicos originários do subcontinente indiano (Índia, Paquistão, Bangladesh e Sri Lanka) com 8,9% (em comparação com 1,4% para o país). Um resumo étnico da população da cidade seria: 81.0% de brancos, 12,4% de asiáticos, 3,6% de negros, 0,2% de outros grupos e 2,6% de mestiços. Já no Censo de 2011, Huddersfield tinha uma população de 162.949 habitantes e tinha seu contingente populacional composto por 75,8% de brancos (incluindo pessoas da Irlanda, da Europa Continental e de outros lugares), 72,1% brancos britânicos (117.548 pessoas), 14,9% asiáticos (24.201 pessoas) e 4.2% negros (6.822 pessoas).

### Religião
Huddersfield é ligeiramente acima da média inglesa para aqueles que não têm nenhuma religião e também para o número de muçulmanos. Inversamente, está abaixo da média para seu número de cristãos.
Há várias igrejas, mesquitas e templos que cobrem um largo espectro de religiões. Encontram-se estabelecidas diversas denominações cristãs, tais como Igreja de Inglaterra, Batista, Metodista, Presbiteriana. As religiões que são relativamente novas para a Grã-Bretanha também têm lugares de culto na cidade: Budismo, Hinduísmo, Islamismo, Testemunhas de Jeová, Mormonismo e Sikhismo possuem edifícios congregacionais.
| Denominação            | População | Porcentagem | Comparativo percentual com a Inglaterra |
| ---------------------- | --------- | ----------- | --------------------------------------- |
| Cristianismo           | 77,843    | 64.0        | 71.7                                    |
| Budismo                | 133       | 0.1         | 0.3                                     |
| Hinduísmo              | 577       | 0.5         | 1.1                                     |
| Judaísmo               | 70        | 0.1         | 0.5                                     |
| Islamismo              | 12,147    | 10.0        | 3.0                                     |
| Sikh                   | 2,250     | 1.9         | 0.6                                     |
| Outras religiões       | 341       | 0.3         | 0.3                                     |
| Irreligião             | 18,694    | 15.4        | 14.8                                    |
| Religião não declarada | 9,604     | 7.9         | 7.7                                     |

## Marcos e arquitetura

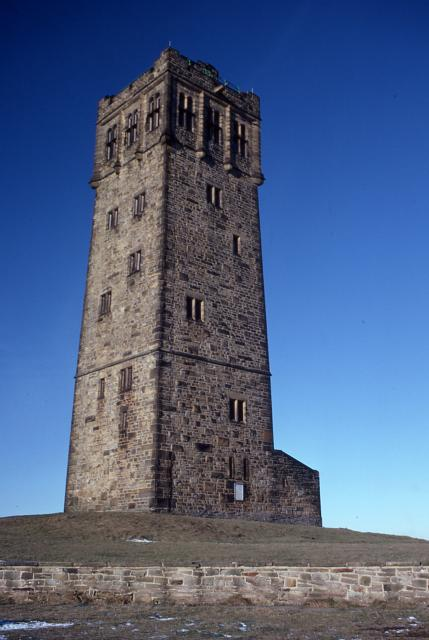
Victoria Tower em Castle Hill

Huddersfield possui uma abundante arquitetura vitoriana. O marco mais conspícuo é a Victoria Tower, em Castle Hill. Com vista para a cidade, a torre foi construída para marcar o 60º Ano de reinado da Rainha Vitória.

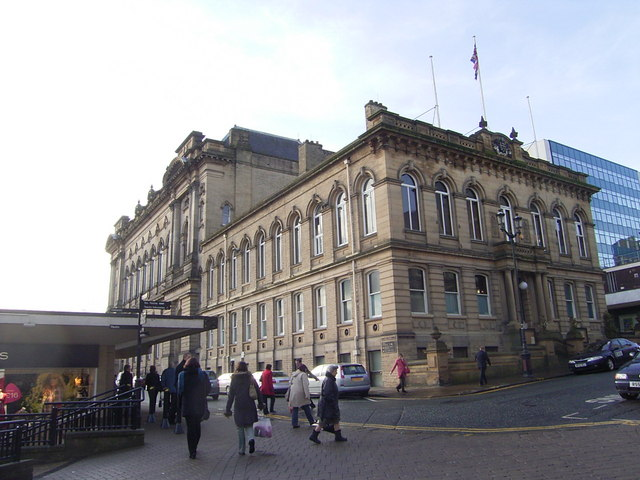
Edifício da administração local de Huddersfield

O edifício da administração local foi projetado por John H. Abbey e construído em dois estágios entre 1875 e 1881. A primeira parte foi aberta em 26 de junho de 1878, compreendendo o gabinete do prefeito, a Câmara do Conselho, a sala de recepção e os escritórios municipais, incluindo a vigilância sanitária, o controle de pesos e medidas, departamento de finanças, etc. A segunda fase foi inaugurada em 1881, compreendendo o Tribunal de Justiça e uma Sala de Concertos que acomoda até 1.200 pessoas e acolhe eventos que vão desde clássicos até comédias, corais e eventos comunitários.
A estação de trens de Huddersfield, localizada em St George's Square, foi descrita certa vez como "uma casa senhorial com trens nele", enquanto Sir Nikolaus Pevsner a descreveu como "uma das melhores estações de trem na Inglaterra". Uma estátua de bronze de sir Harold Wilson, primeiro-ministro entre 1964 e 1970 e entre 1974 e 1976, e nascido em Huddersfield, está localizada na entrada da cidade.
O George Hotel, projetado por William Wallen, foi construído por ele e Charles Child em 1850. A fachada italiana do hotel tornou-se o estilo arquitetônico adotado por Huddersfield à medida que a cidade se desenvolvia ao longo da década seguinte.

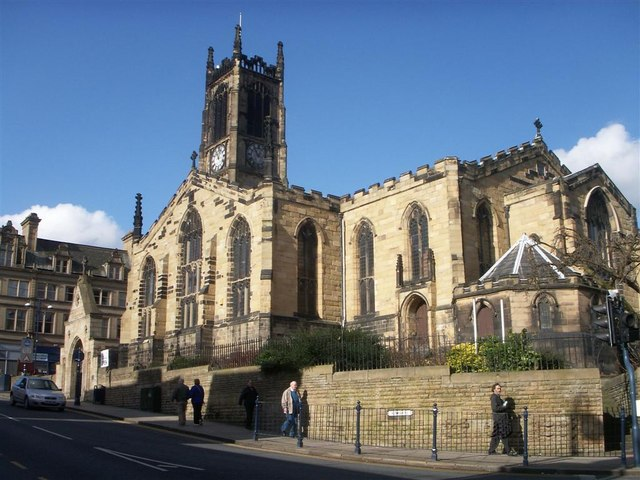
Igreja de St Peter

A Igreja de St. Peter foi construída em 1838, adjacente ao centro da cidade, na Byram Street, próximo ao Pack Horse Centre.
O Pack Horse Centre é uma área de compras coberta para pedestres construída em uma rua de paralelepípedos, a Pack Horse Yard, renomeada Pack Horse Walk. Os cavalos de carga (Pack horses, em inglês) carregavam as mercadorias sobre rotas através dos Peninos antes que as estradas e as ferrovias melhorassem o transporte. Beaumont Park, a cerca de 2 milhas (3,2 km) ao sul do centro, foi legado à cidade na década de 1880, por Henry Ralph Beaumont, tendo sido inaugurado em 13 de Outubro de 1883 pelo Príncipe Leopoldo, quarto filho homem da Rainha Victoria, e sua esposa Princesa Helena de Waldeck e Pyrmont (o Duque e a Duquesa de Albany). É um bom exemplo de um parque público da era vitoriana com cascatas de água, coreto e floresta.
Greenhead Park é outro grande parque em Huddersfield, situado a aproximadamente 0,4 milhas (0,64 km) a oeste da região central. Um projeto de restauração de vários milhões de libras, financiado com recursos da loteria, foi finalizada no outono de 2012.

## Educação
Entre as escolas primárias e secundárias, que cobrem a educação obrigatória e o sixth form para a população, Huddersfield conta com dois colégios que oferecem o sistema sixth form, o Huddersfield New College, em Salendine Nook, e o Greenhead College à oeste do Centro da cidade. A Huddersfield Grammar School é a única escola independente para a instrução secundária até a idade de 16 anos. A cidade tem uma instituição de educação continuada, Kirklees College, formada após a fusão do Dewsbury College e do Huddersfield Technical College. Seu único estabelecimento de ensino superior é a Universidade de Huddersfield, cujo chanceler é o Príncipe Andrew, Duque de York, o terceiro filho da rainha Elizabeth II. O conhecido ator Sir Patrick Stewart, conhecido por dar vida ao Capitão Jean-Luc Picard na série de televisão Star Trek: The Next Generation e ao Professor Charles Xavier na série de filmes X-Men, é seu chanceler emérito. Ele é natural de Mirfield.

## Saúde

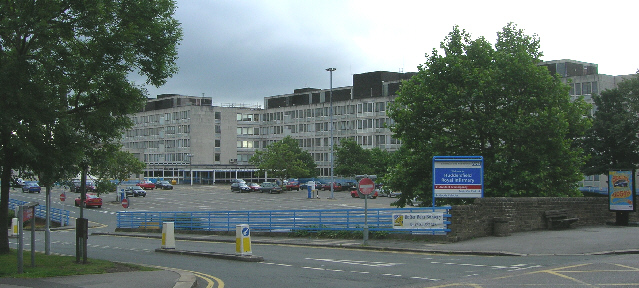
Huddersfield Royal Infirmary.

Huddersfield Royal Infirmary está situada em Lindley. Os serviços médicos são divididos entre lá e o Calderdale Royal Hospital em Salterhebble, próximo a Halifax. Kirkwood Hospice presta cuidados a doentes terminais, mas é dependente de doações e ofertas de caridade. Princess Royal Hospital possuía instalações de maternidade até ser considerado que os riscos de não ser capaz de obter uma ambulância para casos de complicações superavam os benefícios da prestação de serviços especializados. Ela agora funciona como uma clínica diária, centro de consultas de planejamento familiar e clínica de saúde sexual. A decisão de transferir a maioria dos serviços de maternidade prestados para o Calderdale Royal Hospital foi completada em 2007, apesar da forte oposição local. Em janeiro de 2016 foram anunciados planos para fechar a área de emergência do Huddersfield Royal Infirmary e transferir estes casos para o Calderdale Royal. Isso provocou alvoroço nas comunidades locais, pois significaria viagens de mais de 40 minutos para obter atendimento médico, dependendo da área em que se está localizado, e supondo ainda que a estrada principal para Halifax não esteja congestionada, como frequentemente está.
O antigo St. Luke's Hospital, em Crosland Moor, fornecia principalmente cuidados em geriatria and psiquiatria. Ele foi fechado em 2011 e sua área vendida a um empreendedor.

## Transporte

### Estradas

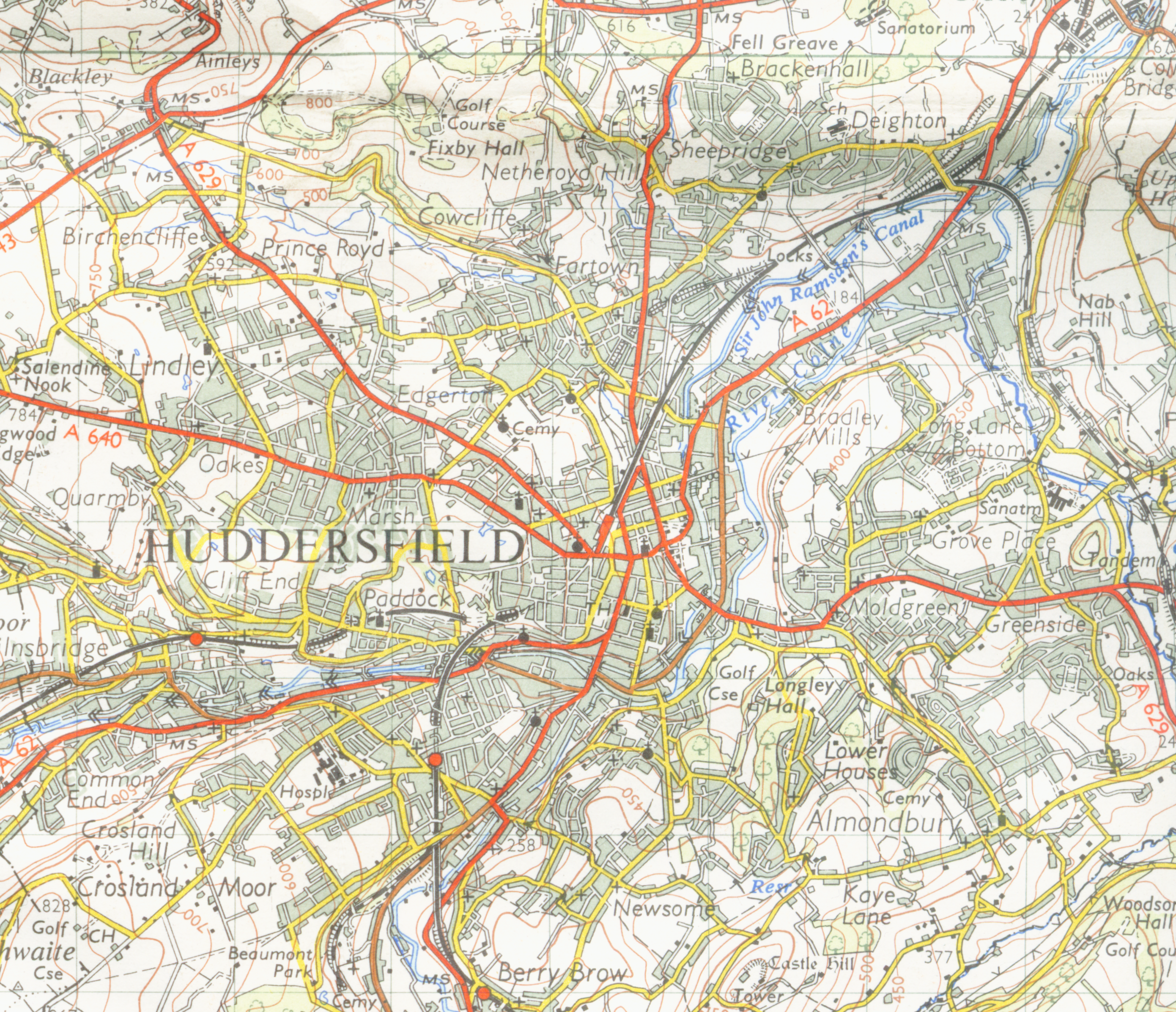
Mapa de Huddersfield em 1954

Huddersfield está ligada à rede rodoviária nacional através das auto-estradas M1, a maior auto-estrada de sentido sul-norte da Inglaterra e que liga Londres a Leeds, e da M62. A primeira passa a cerca de 10 milhas (16 km) ao leste. Já a M62 passa aproximadamente 2,5 milhas (4,0 km) ao norte. Huddersfield é servida também por três junções: Mount (estrada A640, junção J23 - acesso limitado), Ainley Top (estrada A629, J24) e entre Brighouse e Cooper Bridge (estrada A644, J25).
Nos anos 70 foi construída uma estrada circular interna, parte da estrada A62. A área interna do anel agora abriga o distrito empresarial. O anel viário alivia o congestionamento do tráfego no centro da cidade, onde muitas ruas são exclusivas para pedestres.
As principais rotas em Huddersfield incluem a A62, A641, A629 e A640.

### Transporte Ferroviário
A estação ferroviária de Huddersfield possui serviços ferroviários locais, regionais e de longo curso detalhados. Um serviço direto a Londres por dia está planeado para recomeçar em Maio de 2020. Mas para a maioria das deslocações os passageiros precisam efetuar troca de comboio em Manchester, Leeds, Wakefield Westgate ou Mirfield. Alguns serviços são subsidiados pelo órgão coordenador de transportes públicos, West Yorkshire Passenger Transport Executive. Um serviço expresso frequente opera para Dewsbury, Leeds e Manchester, e serviços regulares a Darlington, Hull, Liverpool, Aeroporto de Manchester, Middlesbrough, Newcastle upon Tyne, Scarborough, Edinburgo e York. Existem serviços locais que ligam Huddersfield com Barnsley, Bradford, Brighouse, Dewsbury, Halifax, Sheffield e Wakefield.

### Ônibus

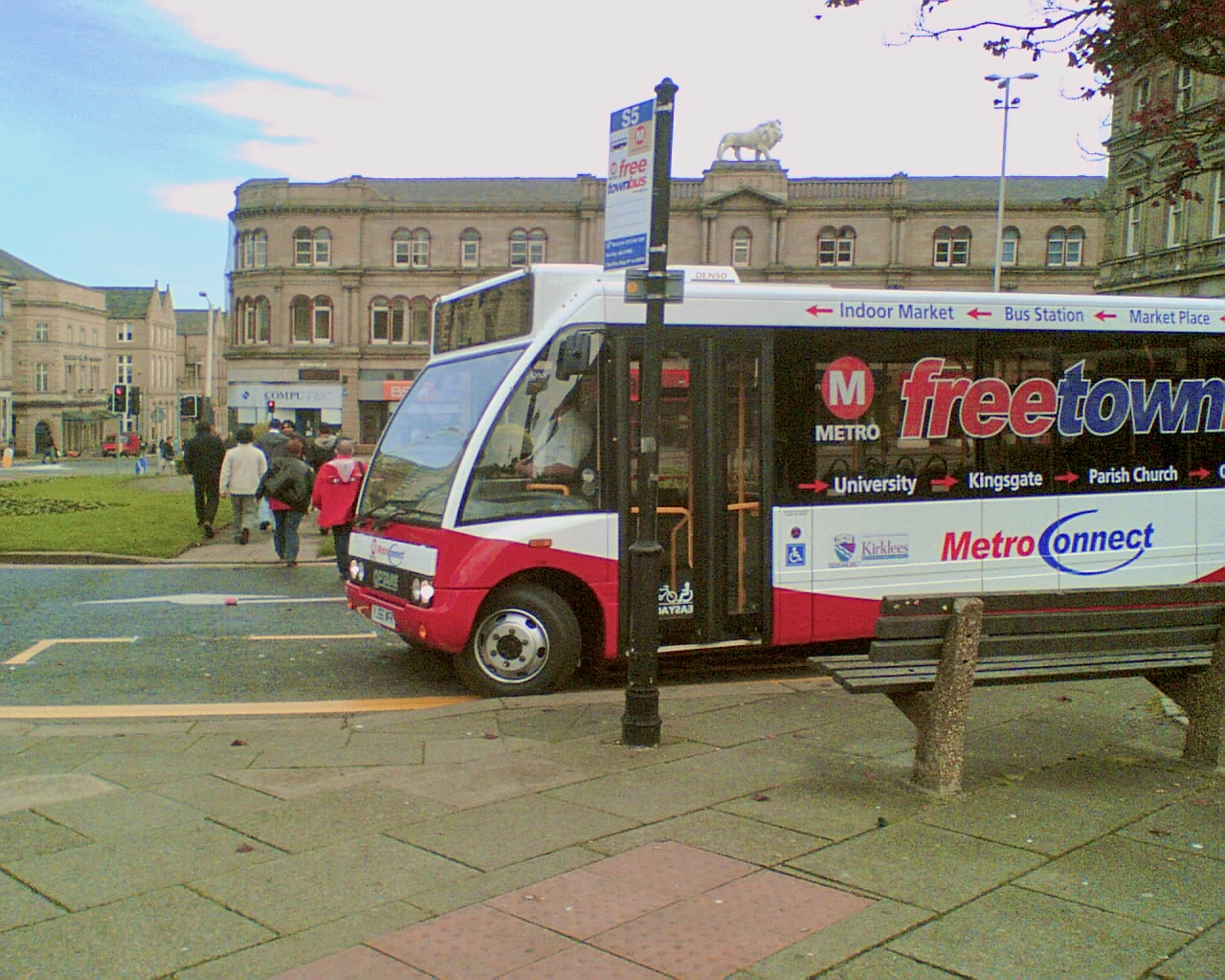
Serviço de ônibus gratuito em Huddersfield

O serviço de trolebus foi operado em Huddersfield entre 1933 to 1968. A estação de ônibus da cidade foi inaugurada em 26 de Março de 1974, embora não tivesse sido concluída. É a estação mais movimentada em West Yorkshire, com uma movimentação diária de quase 35.000 pessoas. A maioria dos serviços de ônibus passam por ali, e muitos são subsidiados.
Os operadores de ônibus de Huddersfield refletem a situação nacional; As filiais locais de três operadores nacionais dominantes prestam a maioria dos serviços na área: First Calderdale & Huddersfield prestar serviços mais locais em Huddersfield e alguns serviços fora de Kirklees com destinos incluindo Bradford, Brighouse, Halifax, Manchester e Oldham. Arriva Yorkshire prestam frequentes serviços para Dewsbury e Leeds, e a Yorkshire Tiger fornece quase todos os serviços no sudeste da cidade. Existem ainda outras operadoras menores atuando.

## Esportes
Futebol e rugby league são os principais esportes em Huddersfield. Sua equipe de futebol profissional, o Huddersfield Town F.C., atualmente disputa a Football League Championship, a segunda divisão do Campeonato Inglês. Em 1926, o clube tornou-se o primeiro na Inglaterra a vencer três títulos consecutivos da liga, um feito que apenas três outros conseguiram repetir.
A cidade foi o berço do rugby league, também chamado de rugby de 13, e é o lar do Huddersfield Giants, que jogam na Super League, a principal divisão na Europa. Também é sede do Huddersfield Underbank Rangers, outro clube de rugby league. No rugby union, ou rugby de 15, Huddersfield é representada pelo Huddersfield Rugby Union Football Club. Há ainda o Huddersfield Rams, clube de futebol australiano. A principal arena esportiva é o John Smith's Stadium, sede da equipe de futebol.

### Futebol
O Huddersfield Town F.C. é o representante da cidade nas competições profissionais, tendo sido fundado em 1908. Atualmente disputa a Football League Championship, a segunda divisão da liga inglesa. O time foi campeão da FA Cup na temporada 1921-22 e, entre as temporadas 1923-24 e 1925-26, tornou-se a primeira a vencer a Football League First Division (principal campeonato do país, substituído pela Premier League na década de 1990) três vezes em sequência, feito alcançado somente por outras três equipes. No entanto, eles têm sido menos bem sucedidos nos tempos modernos, não tendo jogado na divisão principal desde o início dos anos 1970. O clube deixou seu campo em Leeds Road em 1994, e agora compartilha o John Smith's Stadium com a equipe de rugby do Huddersfield Giants.
Entre os jogadores notáveis do Huddersfield Town podemos citar o escocês Denis Law, ídolo do Manchester United entre as décadas de 60 e 70, Ray Wilson, campeão com a seleção inglesa na Copa do Mundo de 1966, e Trevor Cherry, também com passagem pela equipe nacional da Inglaterra. Herbert Chapman, Bill Shankly, Neil Warnock e Steve Bruce estão entre os técnicos de maior renome a passarem pelo time.

### Rugby
O rugby foi jogado pela primeira vez na cidade em 1848 com o Huddersfield Athletic Club que, em 1864, deu origem ao Huddersfield Giants. No entanto o novo time jogou sua primeira partida somente dois anos depois, em 1866. Foi em Huddersfield, em 29 de agosto de 1895, que 22 clubes do norte se reuniram no George Hotel e votaram pela separação com a Rugby Football Union, dando origem à "Northern Rugby Football Union" que, em 1922, se tornou a Rugby Football League. O Rugby League Heritage Centre está no subsolo do Hotel.
A partir de 1895, o rugby foi jogado exclusivamente sob os auspícios da Northern Rugby Football Union até 1909, quando o Huddersfield Old Boys foi formado para atuar sob regras do rugby union, jogando de forma nômade por cinco campos diferentes até comprar um terreno em Waterloo em 1919. Em 1946 a equipe foi renomeada para Huddersfield RUFC. Em 1969, o clube esteve na vanguarda de uma revolução no rugby inglês quando se tornou o primeiro clube do país a organizar equipes de rugby mini e júnior. A inovação se espalhou e quase todos os clubes da Inglaterra hoje tem uma próspera seção júnior fornecendo uma linha de produção de talentos caseiros. Em 1997, o campo da equipe de juniores foi vendido e o antigo local da Cervejaria Bass, em Lockwood Park, foi comprado para sua substituição. Com a ajuda de uma concessão de £ 2 milhões da Sport England, o clube transformou a área em um grande complexo desportivo, centro de conferências e parque empresarial.
A cidade é representada pelo Giants na Super League, principal competição europeia. A equipe também venceu a Rugby Football League Championship sete vezes, sendo a mais recente em 1961-62, e a Copa Challenge outras seis, sendo a última vez em 1952-53.

### Outros esportes
Huddersfield Rams Aussie Rules é um clube de futebol australiano criado em 2008. Disputou seu primeiro campeonato em 2009, vencendo a divisão central da liga inglesa, e passando a disputar a divisão noroeste em 2010.
Huddersfield tem uma série de equipes de Hóquei sobre grama, muitos dos quais treinam no complexo de esportes de Lockwood Park.
Uma pista de motociclismo foi construída em Huddersfield de modo pioneiro no Reino Unido, em 1928. O local organizou quatro ou cinco eventos.
James Whitham, nascido em Huddersfield, é um ex-campeão britânico de Superbike. Tom Sykes, natural de Lepton, juntou-se à equipe Yamaha na temporada 2009 no Campeonato Mundial de Superbike.
Em 6 de Julho de 2014, a segunda etapa do famoso torneio ciclístico do Tour de France, entre York e Sheffield, passou pela cidade.

## Artes e Cultura
Huddersfield Choral Society, fundada em 1836, é uma das principais sociedades de coral do Reino Unido. Sua história foi narrada no livro "And The Glory", escrito para comemorar o 150º aniversário da sociedade ocorrido em 1986 - o seu título derivado de uma linha do coro Halleluja, do Messias, de Haendel.
O Festival de Música Contemporânea de Huddersfield é realizado anualmente na cidade, que é também o lar da Orquestra Filarmônica de Huddersfield e do Huddersfield Singers, um coro de câmara de 30 a 40 membros.
No dia de Natal de 1977, os Sex Pistols realizaram seus dois últimos shows na Grã-Bretanha, uma matinê para os filhos de bombeiros em greve, no Ivanhoe's Nightclub, antes de embarcarem na sua mal planejada turnê nos Estados Unidos, que viu o colapso amargo do grupo. Em meados da década de 1990, a Flex, uma gravadora underground, foi fundada pelo músico e DJ da BBC Radio 1Xtra, L Double. Em 2000, outra gravadora independente, a Chocolate Fireguard Records, foi fundada pelo cantor Pat Fulgoni, que desenvolveu um evento de música comunitária, o Timeless Festival, no Ravensknowle Park, com música eletrônica, hip hop e rock.
Há outros festivais de música anuais realizados na cidade e nas áreas vizinhas, como, por exemplo, o Marsden Jazz Festival, o Mrs. Sunderland Music Festival, Janet Beaumont Festival, Holmfirth Festival e Haydn Wood (Linthwaite). Haydn Wood (para menores de 21 anos) e o festival Mrs. Sunderland centram-se na performance musical e oratória. Este último é o segundo mais antigo festival do Reino Unido, tendo tido início em 1889, durando nove dias por ano. Concertos livres de música são colocados pela cidade, incluindo bandas como Ordinary Boys, The Script e Elliott Minor. Há muitos coros locais, de jovens e adultos, como o Honley Male Voice Choir. Talentos musicais locais de todos os tipos são complementados pela entrada de estudantes no departamento de música da Universidade de Huddersfield. "The Sheriff of Huddersfield" é uma canção da banda de heavy metal Iron Maiden, no lado B de seu single "Wasted Years", de 1986. Huddersfield é o lar da banda de rock Evile, terra natal do músico de synthpop Billy Currie e do baixista de hard rock John McCoy.
Diversas séries de televisão foram filmadas em Huddersfield e seus arredores, incluíndo Last of the Summer Wine, que é geralmente associada com Holmfirth, mas usa locais nos vales do Holme e do Colne; Where the Heart Is foi filmada no vale do Colne, próximo a Slaithwaite; The League of Gentlemen usou locais ao redor de Marsden. Os longa-metragens Between Two Women e The Jealous God foram filmados na região de Huddersfield.
Uma galeria de arte ocupa o último andar da biblioteca em Princess Alexandra Walk, exibindo o trabalho de pintores e fotógrafos locais ao lado de exibições de outros artistas convidados. A coleção permanente da galeria inclui obras de arte de L.S. Lowry, Francis Bacon e Henry Moore.

### Eventos Culturais
O Festival da Luz de Huddersfield acontece anualmente, sempre no mês de dezembro, geralmente no centro da cidade, adjacente à estação ferroviária. Em cada ano há uma performance de uma companhia de teatro, finalizando com um show de fogos de artifício. A mostra de 2007 foi executada pela companhia francesa Plasticiens Volants, que usou criaturas gigantes do mar infláveis em um desfile pelas ruas. As atuações de 2005 e 2008 foram realizadas pelos artistas valencianos Xarxa Teatre. O festival de 2010 apresentou os belgas da Company Tol e seu ato de suspensão - Corazon de Angeles (Corações de Anjos) e terminou em 5 de dezembro com fogos de artifício em St. George's Square.
O Carnaval Caribenho de Huddersfield ocorre em meados de julho, iniciando-se com uma procissão à partir do Centro Cultural Hudawi, em Hillhouse, através do centro da cidade até Greenhead Park, onde trupes exibem seus trajes no palco. Comida caribenha, feira com várias barracas e outras atrações estão disponíveis.
O Festival de Literatura de Huddersfield é realizado anualmente na cidade, sendo caracterizada por diversos eventos com autores, classes, e às vezes competições de escrita criativa, e noites de poesia.
Desde 1986, a comunidade de homossexuais, lésbicas, bissexuais e transgêneros de Huddersfield organiza uma festa de verão e um piquenique. O evento atrai milhares de pessoas e é realizada como um evento de orgulho LGBT, geralmente em Castle Hill.

### Entretenimento
O Lawrence Batley Theatre, inaugurado em 1994, no que uma vez foi a maior Capela Wesleyana do mundo, e conta com apresentações de dança, drama, comédia, música, além de exposições. É a base para o grupo Full Body & the Voice, companhia que focaliza na integração de deficientes ao teatro convencional.
The John Smith's Stadium, (antes Galpharm Stadium e Alfred McAlpine Stadium), é um centro esportivo multiuso com estádio de futebol, ginásio, piscina, spa, além de oferecer aulas desportivas. O estádio é o lar do Huddersfield Giants, equipe de rugby, e do Huddersfield Town, equipe de futebol. Adjacente ao estádio há um cinema Odeon (antigamente UCI).
Há muitos pubs, restaurantes e clubes noturnos, um dos quais o Tókyo, que ocupa o antigo Tribunal do Condado de Huddersfield, um edifício do século XIX tombado pelo Patrimônio Histórico. O pub mais antigo é o Parish (anteriormente Fleece Inn), em funcionamento desde 1720.

## Pessoas notáveis nascidas em Huddersfield e arredores

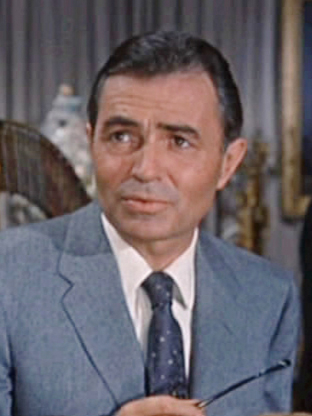
James Mason

- Simon Armitage, poeta, dramaturgo e romancista nascido em Marsden.
- Richard Beaumont, ator.
- Chris Balderstone, jogador de críquete e futebol.
- Lawrence Batley, empresário e filantropo. O Lawrence Batley Theatre foi nomeado em sua homenagem.
- Ephraim Beaumont, político estadunidense; Deputado do Estado de Wisconsin.
- Andy Booth, ex-jogador profissional de futebol que atuou pelo Huddersfield Town e pelo Sheffield Wednesday
- David Borrow, Político do Partido Trabalhista e membro do Parlamento Britânico.
- Sir William Broadbent, neurologista e médico da Rainha Victoria e do Rei Eduardo VII
- Keith Buckley, ator que co-estrelou com James Mason, outro nascido em Huddersfield, no filme Spring and Port Wine, e interpretou Sir Henry Morton Stanley na vencedora do Emmy The Search for the Nile.
- Charles Clough, geólogo and cartógrafo.
- Fraizer Campbell, jogador de futebol do Cardiff City F.C..
- Trevor Ó Clochartaigh, republicano irlandês e senador pelo Sinn Féin por Galway West.[44]
- Marcus Ellis, jogador de badminton e medalhista olímpico
- James Hanson, Barão Hanson, Político do Partido Conservador e industrial (co-fundador da Hanson plc).
- Benjamin Hick, engenheiro civil e mecânico, colecionador de arte e patrono.
- Sir Harold Percival Himsworth, cientista.
- Shakespeare Hirst, ator, colecionador de arte e estudioso de Shakespeare.
- Nina Hossain, jornalista e apresentadora de televisão do canal ITN.Harold Wilson, Primeiro-ministro do Reino Unido.
- Derek Ibbotson, atleta olímpico.

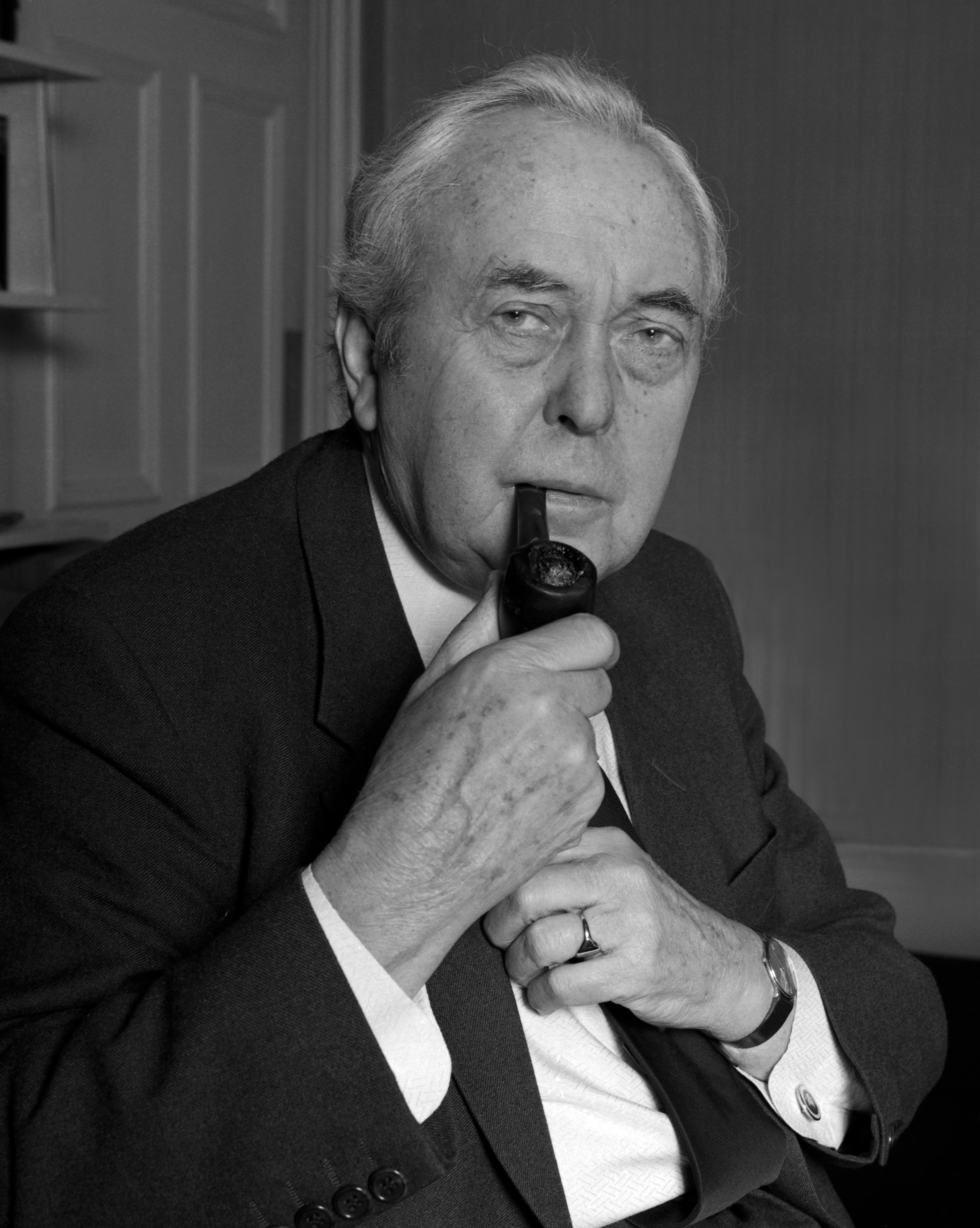
Harold Wilson, Primeiro-ministro do Reino Unido

- Cameron Jerome, jogador de futebol do Norwich City F.C..
- Gorden Kaye, ator indicado ao BAFTA.
- Zöe Lucker, atriz.
- James Mason, ator.
- Sir Walter Parratt, compositor e organista.
- DJ Q, Disc Jockey, radialista e produtor musical.
- Brian Shaw, bailarino.[45]
- Rod Smallwood, empresário musical, mais conhecido por ser co-manager da banda de heavy metal Iron Maiden.
- Jon Stead, jogador de futebol.
- D. R. Thorpe, biógrafo político.
- John Whitaker, jóquei e ex-atleta olímpico.
- Jodie Whittaker, atriz.
- Harold Wilson, Barão Wilson de Rievaulx, político do Partido Trabalhista e duas vezes Primeiro-ministro do Reino Unido
- Haydn Wood, compositor e violinista